# Glochidion triandrum
Glochidion triandrum är en emblikaväxtart som först beskrevs av Francisco Manuel Blanco, och fick sitt nu gällande namn av Charles Budd Robinson. Glochidion triandrum ingår i släktet Glochidion och familjen emblikaväxter. Inga underarter finns listade i Catalogue of Life.